# Sans un adieu
Sans un adieu (titre original : Play Dead) est un roman à suspense de l'écrivain américain Harlan Coben, publié en 1990 aux États-Unis et en 2010 en France.

## Résumé
Ce n'est que peu après leur mariage, pendant leur lune de miel en Australie, que le drame survient : David Baskin, joueur de basket-ball renommé part nager et ne revient jamais. Son épouse Laura Ayars, ancienne top model devenue femme d'affaires, va mener l'enquête et découvrir des secrets bien enfouis...

## Personnages
La liste de ces personnages est telle qu'on la connaît tout au long du roman, sans prendre en compte le dénouement.
- Laura Ayars : ancienne top model devenue femme d'affaires, femme de David Baskin
- David Baskin : star des Celtics, mari de Laura Ayars
- TC (Terry Conroy) : meilleur ami de David
- Gloria Ayars : sœur de Laura, petite amie de Stan
- Stan Baskin : frère de David, petit ami de Gloria
- Mark Seidman : prodige inconnu du basket-ball
- Serita : meilleure amie et collègue de Laura
- Mary : mère de Laura
- Judy Simmons : sœur de Mary et tante de Laura
- Dr James Ayars : père de Laura
- Sinclair Baskin : père de David et de Stan
- Graham Rowe : shérif en Australie
- Dr Aaron Bivelli : médecin légiste
- Richard Corsel : banquier à Heritage of Boston, mari de Naomi Corsel et père de Peter et Roger
- Earl Roberts : joueur des Celtics
- Clip Arnstein : propriétaire du club de basket-ball
- Timmy Daniels : joueur des Celtics
- Johnny Denison : joueur des Celtics
- Roger Wainwright : entraîneur des Celtics
- Estelle : secrétaire de Laura

## Éditions imprimées
Édition originale américaine
- (en) Harlan Coben, Play Dead, British Amer Pub Ltd, juin 1990, 452 p. (ISBN 978-0-945167-28-0)

Éditions françaises
- Harlan Coben (trad. Roxane Azimi), Sans un adieu [« Play Dead »], Belfond, coll. « Belfond noir », 7 octobre 2010, 464 p. (ISBN 978-2-7144-4719-7 et 2-7144-4719-8)
- Harlan Coben (trad. de l'anglais par Roxane Azimi), Sans un adieu [« Play Dead »], Paris, Pocket, 15 septembre 2011, 544 p. (ISBN 978-2-266-21664-7)